# Linnaemya ruficornis
Linnaemya ruficornis är en tvåvingeart som beskrevs av Chao 1962. Linnaemya ruficornis ingår i släktet Linnaemya och familjen parasitflugor. Inga underarter finns listade i Catalogue of Life.